# Bruno Bethlem de Amorim
Bruno Bethlem de Amorim, también conocido como “Bebum”, nacido el 22 de octubre de 1975 en Río de Janeiro, es un regatista brasileño.
Comenzó a navegar en la clase Optimist, pasando luego a las clases Europe, 470 y Snipe.
En la clase Snipe, ha sido campeón del mundo dos veces, en 2009 y 2013, y tercero en 2011; dos veces campeón del Hemisferio Occidental y Oriente, en 2008 y 2012; y otras dos veces campeón de América del Sur, en 2000 y 2018; medalla de oro en los Juegos Panamericanos de 2003 y medalla de oro en los Juegos Suramericanos de 2006, además de diez veces campeón de Brasil (2003, 2005, 2006, 2007, 2008, 2009, 2010, 2012, 2013 y 2024).
Participó en los Juegos Olímpicos de Río de Janeiro 2016 con Henrique Haddad en la clase 470.